# Kalmár Jenő (labdarúgó)
Kalmár Jenő (Mocsolád, 1908. március 21. – Málaga, 1990. január 13.) labdarúgó, fedezet, edző.

## Pályafutása

### Edzőként
Összesen 258 magyar bajnoki mérkőzésen ült a kispadon.

## Sikerei, díjai

### Játékosként
- Magyar bajnokság
  - bajnok: 1928–29
  - 2.: 1930–31, 1932–33
  - 3.: 1929–30, 1931–32

### Edzőként
- Magyar bajnokság
  - bajnok: 1947–48, 1952, 1954, 1955
  - 2.: 1953
- Izraeli kupa
  - győztes: 1960
- Magyar Népköztársasági Sportérdemérem ezüst fokozat (1951)[1]

## Statisztika

### Mérkőzései a válogatottban
| Magyarország | Magyarország         | Magyarország                    | Magyarország  | Magyarország | Magyarország  | Magyarország | Magyarország | Magyarország |
| #            | Dátum                | Helyszín                        | Hazai         | Eredmény     | Vendég        | Kiírás       | Gólok        | Esemény      |
| ------------ | -------------------- | ------------------------------- | ------------- | ------------ | ------------- | ------------ | ------------ | ------------ |
| 1.           | 1928. október 7.     | Bécs, Hohe Warte                | Ausztria      | 5 – 1        | Magyarország  | Európa-kupa  | -            |              |
| 2.           | 1929. február 24.    | Párizs                          | Franciaország | 3 – 0        | Magyarország  | barátságos   | -            |              |
| 3.           | 1929. május 5.       | Bécs, Hohe Warte                | Ausztria      | 2 – 2        | Magyarország  | barátságos   | -            |              |
| 4.           | 1929. szeptember 8.  | Prága                           | Csehszlovákia | 1 – 1        | Magyarország  | Európa-kupa  | 1            | 89'          |
| 5.           | 1929. október 6.     | Budapest, Hungária körúti pálya | Magyarország  | 2 – 1        | Ausztria      | barátságos   | -            |              |
| 6.           | 1931. április 12.    | Budapest, Hungária körúti pálya | Magyarország  | 6 – 2        | Svájc         | Európa-kupa  | 1            | 75'          |
| 7.           | 1931. május 3.       | Bécs, Hohe Warte                | Ausztria      | 0 – 0        | Magyarország  | Európa-kupa  | -            |              |
| 8.           | 1931. szeptember 20. | Budapest, Üllői úti pálya       | Magyarország  | 3 – 0        | Csehszlovákia | barátságos   | 1            | 32'          |
| 9.           | 1931. december 13.   | Torino, Campo Torino            | Olaszország   | 3 – 2        | Magyarország  | Európa-kupa  | -            |              |
| 10.          | 1932. február 19.    | Kairó                           | Egyiptom      | 0 – 0        | Magyarország  | barátságos   | -            |              |
| 11.          | 1932. március 20.    | Prága, Sparta-pálya             | Csehszlovákia | 1 – 3        | Magyarország  | barátságos   | -            |              |
| 12.          | 1932. április 24.    | Bécs, Hohe Warte                | Ausztria      | 8 – 2        | Magyarország  | barátságos   | -            |              |
| 13.          | 1932. május 8.       | Budapest, Hungária körúti pálya | Magyarország  | 1 – 1        | Olaszország   | Európa-kupa  | -            |              |
| 14.          | 1932. június 19.     | Bern                            | Svájc         | 3 – 1        | Magyarország  | Európa-kupa  | -            |              |
| 15.          | 1932. október 2.     | Budapest, Üllői úti pálya       | Magyarország  | 2 – 3        | Ausztria      | barátságos   | 1            | 31'          |
|              | Összesen             |                                 |               | 15           | mérkőzés      |              | 4            | gól          |